# 26e prix Lambda Literary

Le 26e prix Lambda Literary a eu lieu le 2 juin 2014, pour honorer les ouvrages publiés en 2013.

## Lauréats et finalistes
| Catégorie                           | Récompensé | Nommé |
| ----------------------------------- | --- | --- |
| Bisexual Fiction                    | Susan Choi, My Education | - Mel Bossa, In His Secret Life - Nicola Griffith, Hild - David Leavitt, The Two Hotel Francforts - Bushra Rehman, Corona |
| Bisexual Non-Fiction                | Maria San Filippo, The B Word: Bisexuality in Contemporary Film and Television                                                                                              | - Clive Davis, The Soundtrack of My Life - Shiri Eisner, Bi: Notes for a Bisexual Revolution |
| Gay Erotica                         | Alex Jeffers, The Padisah’s Son and the Fox | - Winston Gieseke, ed., Team Players: Gay Erotic Stories - Richard Labonté, ed., Show-Offs: Gay Erotic Stories - Michael Luongo, ed., Sensual Travels: Gay Erotic Stories - Aleksandr Voinov et L. A. Witt, Capture & Surrender |
| Gay Fiction                         | Luis Negrón (tr. Suzanne Jill Levine), Mundo Cruel | - Jasmine Beach-Ferrara, Damn Love - Caleb Crain, Necessary Errors - Jason K. Friedman, Fire Year - Allan Gurganus, Local Souls - Greg Kearney, The Desperates - Manil Suri, The City of Devi - Glenway Wescott (ed. Jerry Rosco), A Visit to Priapus and Other Stories - Rick Whitaker, An Honest Ghost - John Stewart Wynne aka John Wynne, The Red Shoes |
| Gay Memoir/Biography                | Glenway Wescott (ed. Jerry Rosco), A Heaven of Words: Last Journals | - Alysia Abbott, Fairyland: A Memoir of My Father - Blake Bailey, Farther and Wilder: The Lost Weekends and Literary Dreams of Charles Jackson - Jim Elledge, Henry Darger, Throwaway Boy: The Tragic Life of an Outsider Artist - Didier Eribon, Returning to Reims - Perry N. Halkitis, The AIDS Generation: Stories of Survival and Resilience - Hillary Holladay, American Hipster: A Life of Herbert Huncke, The Times Square Hustler Who Inspired the Beat Movement - David Margolick, Dreadful: The Short Life and Gay Times of John Horne Burns - Richard Rodriguez, Darling: A Spiritual Autobiography - Tim Teeman, In Bed With Gore Vidal |
| Gay Mystery                         | Janice Law, The Prisoner of the Riviera | - Sarah Black, The General and the Elephant Clock of Al-Jazari - Jonathan Gregory, In Real Life - Greg Herren, Baton Rouge Bingo - David Lennon, Fierce - John Michaelsen, Pretty Boy Dead - Garry Ryan, Foxed - Joyce Thompson, How to Greet Strangers - Marshall Thornton, Boystown 5: Murder Book - Mark Zubro, Pawn of Satan |
| Gay Poetry                          | Rigoberto González, Unpeopled Eden | - Frank Bidart, Metaphysical Dog - Rafael Campo, Alternative Medicine - David Groff, Clay - Michael Klein, The Talking Day - Randall Mann, Straight Razor - Angelo Nikolopoulos, Obscenely Yours - Carl Phillips, Silverchest - Michael D. Snediker, The Apartment of Tragic Appliances - Brian Teare, Companion Grasses |
| Gay Romance                         | T. J. Klune, La Tête hors de l'eau (Into This River I Drown) | - Larry Benjamin, Unbroken - L. C. Chase, Pickup Men - L. A. Fields, My Dear Watson - Alexis Hall, Glitterland - Edmond Manning, King Mai - Madison Parker, Play Me, I’m Yours - J. H. Trumble, Where You Are - Lynley Wayne, Rocky’s Road - L. A. Witt, Covet Thy Neighbor |
| Lesbian Erotica                     | Sacchi Green, ed., Wild Girls Wild Nights: True Lesbian Sex Stories | - Kathleen Warnock, ed., Best Lesbian Erotica 2014 - Rebekah Weatherspoon, At Her Feet |
| Lesbian Fiction                     | Chinelo Okparanta, Happiness, Like Water | - e.E. Charlton-Trujillo, Fat Angie - T. Greenwood, Bodies of Water - Christiana Harrell, Cream - Wally Lamb, We Are Water - Ali Liebegott, Cha-Ching! - Jean Ryan, Survival Skills - Jeanette Winterson, The Daylight Gate - Chavisa Woods, The Albino Album - Kate Worsley, She Rises |
| Lesbian Memoir/Biography            | Barrie Jean Borich, Body Geographic | - Amber Dawn, How Poetry Saved My Life - Annie Lanzillotto, L is for Lion: An Italian Bronx Butch Freedom Memoir - Donna Minkowitz, Growing Up Golem - Caroline Paul et Wendy MacNaughton, Lost Cat: A True Story of Love, Desperation, and GPS Technology |
| Lesbian Mystery                     | Katherine V. Forrest, High Desert | - Laura Antoniou, The Killer Wore Leather - R.E. Bradshaw, The Rainey Season - Ian Hamilton, The Wild Beasts of Wuhan - Ellen Hart, Taken by the Wind - Anne Holt, Death of the Demon - Val McDermid, Cross and Burn - Jenna Rae, Turning on the Tide - Ann Roberts, Point of Betrayal - Jean Sheldon, She Overheard Murder - Diane Wood, Web of Obsessions |
| Lesbian Poetry                      | Ana Božicevic, Rise in the Fall | - Ai, The Collected Poems of Ai - Tamiko Beyer, We Come Elemental - Sophie Cabot Black, The Exchange - R. Erica Doyle, Proxy - Eloise Klein Healy, A Wild Surmise: New & Selected Poems & Recordings - Kamilah Aisha Moon, She Has a Name - Suzanne Parker, Viral - Veronica Reyes, Chopper! Chopper! Poetry From Bordered Lives - Elizabeth Lindsey Rogers, Chord Box |
| Lesbian Romance                     | Andrea Bramhall, Clean Slate | - Lynn Ames, All That Lies Within - Mason Dixon, Date with Destiny - Gerri Hill, At Seventeen - Karin Kallmaker, Love by the Numbers - D. Jackson Leigh, Hold Me Forever - Ann McMan et Salem West, Hoosier Daddy - D. Jordan Redhawk, Broken Trails - Tracey Richardson, Last Salute - Nell Stark, The Princess Affair |
| LGBT Anthology                      | Karen Martin et Makhosazana Xaba, Queer Africa: New and Collected Fiction Jim Elledge et David Groff, Who’s Yer Daddy?: Gay Writers Celebrate Their Mentors and Forerunners | - Jason Edward Black et Charles E. Morris, An Archive of Hope: Harvey Milk’s Speeches and Writings - Adelaida R. Del Castillo et Gibran Guido, Queer in Aztlan: Chicano Male Recollentions of Consciousness and Coming Out - Brittany Fonte et Regie Cabico, Flicker and Spark: A Contemporary Queer Anthology of Spoken Word and Poetry - Evan J. Peterson et Vincent Kovar, Ghosts in Gaslight. Monsters in Steam. Gay City: Volume 5 - Vivek Shraya, What I LOVE about being QUEER - Tristan Taormino, Constance Penley, Celine Parrenas Shimizu et Mireille Miller-Young, The Feminist Porn Book - T. C. Tolbert et Tim Trace Peterson, Troubling the Line: Trans and Genderqueer Poetry and Poetics - Megan Volpert, This Assignment Is So Gay: LGBTIQ Poets on the Art of Teaching                                                                    |
| LGBT Children's/Young Adult         | Sara Farizan, If You Could Be Mine David Levithan, Two Boys Kissing | - Rhiannon Argo, Girls I’ve Run Away With - Tim Federle (en), Better Nate Than Ever - Aaron Hartzler, Rapture Practice - Alaya Dawn Johnson, Le Prince d'été (The Summer Prince) - Bill Konigsberg, Openly Straight - Stewart Lewis, The Secret Ingredient - Christopher R. Michael, Boy in Box - Cory Silverberg et Fiona Smyth, What Makes a Baby - Julia Watts, Secret City |
| LGBT Debut Fiction                  | Nik Nicholson, Descendants of Hagar | - Guy Mark Foster, The Rest of Us - Jane Hoppen, In Between - Laura Krughoff, My Brother’s Name - Amy Grace Loyd, The Affairs of Others - Derek Palacio, How to Shake the Other Man - Ronald Palmer, Prick Queasy - Charles L. Ross, Inside - Andrea Routley, Jane and the Whales - Abigail Tarttelin, Golden Boy |
| LGBT Drama                          | Michel Marc Bouchard, Tom at the Farm | - Adelina Anthony, Las Hociconas: Three Locas with Big Mouths and Even Bigger Brains - Djola Branner, sash & trim and other plays |
| LGBT Graphic Novel                  | Nicole Georges, Calling Dr. Laura: A Graphic Memoir | - Alex Woolfson et Winona Nelson, Artifice - Tana Ford, Duck! Second Chances - Vivek Tiwary, Andrew C. Robinson, Kyle Baker et Steve Dutro, The Fifth Beatle: The Brian Epstein Story |
| LGBT Non-Fiction                    | Hilton Als, White Girls | - Dennis Altman, The End of the Homosexual? - Michael Bronski, Ann Pellegrini et Michael Amico, You Can Tell Just By Looking: And 20 Other Myths about LGBT Life and People - Jeff Chu, Does Jesus Really Love Me? - Thomas Glave, Among the Bloodpeople - Scott Siraj al-Haqq Kugle, Living Out Islam: Voices of Gay, Lesbian, and Transgender Muslims - Matt Richardson, The Queer Limit of Black Memory Black Lesbian Literature and Irresolution - Daniel Winunwe Rivers, Radical Relations: Lesbian Mothers, Gay Fathers, and Their Children in the United States since World War II - Ben Smales, Tom Bianchi et Edmund White, Tom Bianchi: Fire Island Pines. Polaroids 1975-1983 - Phil Tiemeyer, Plane Queer: Labor, Sexuality, and AIDS in the History of Male Flight Attendants - Jaime Woo, Meet Grindr: How One App Changed the Way We Connect |
| LGBT Science Fiction/Fantasy/Horror | Melissa Scott et Amy Griswold, Death by Silver | - Richard Bowes, Dust Devil on a Quiet Street - Nathan Burgoine, Light - Isabella Carter, Dragon Slayer - Marie Castle, Hell’s Belle - Roberta Degnore, Invisible Soft Return - Alex Jeffers, Deprivation; or, Benedetto furioso: an oneiromancy - Mary Anne Mohanraj, The Stars Change - Lee Thomas, Like Light for Flies - Deborah Wheeler, Collaborators |
| LGBT Studies                        | Christina B. Hanhardt, Safe Space: Gay Neighborhood History and the Politics of Violence                                                                                    | - Marlon M. Bailey, Butch Queens Up in Pumps Gender, Performance, and Ballroom Culture in Detroit - Peter M. Coviello, Tomorrow’s Parties: Sex and the Untimely - Lisa Henderson, Love and Money: Queers, Class, and Cultural Production - Victoria Hesford, Feeling Women’s Liberation - Colin R. Johnson, Just Queer Folks: Gender and Sexuality in Rural America - Lucetta Yip Lo Kam, Shanghai Lalas - Afsaneh Najmabadi, Professing Selves: Transsexuality and Same-Sex Desire in Contemporary Iran - Susana Pena, Oye Loca: From the Mariel Boatlift to Gay Cuban Miami - Isaac West, Transforming Citizenships: Transgender Articulations of the Law |
| Transgender Fiction                 | Trish Salah, Wanting in Arabic | - Imogen Binnie, Nevada - Devon Llywelyn Jones, Tiresias |
| Transgender Non-Fiction             | Mattilda Bernstein Sycamore, The End of San Francisco | - S. Bear Bergman, Blood, Marriage, Wine & Glitter - Beatriz Preciado, Testo Junkie |

## Prix spéciaux
| Catégorie                                           | Récompensé                           |
| --------------------------------------------------- | ------------------------------------ |
| Pioneer Award                                       | Kate Bornstein                       |
| Trustee Award                                       | Alison Bechdel                       |
| Betty Berzon Emerging Writer Award                  | Imogen Binnie, Charles Rice-González |
| Jim Duggins Outstanding Mid-Career Novelists' Prize | Michael Thomas Ford, Radclyffe       |